# Bogdan Meina
Bogdan Meina (ur. 9 października 1953 w Więcborku) – polski urzędnik samorządowy, specjalista ochrony środowiska, w latach 1999–2002 członek zarządu województwa warmińsko-mazurskiego I kadencji.

## Życiorys
Pracował na różnych stanowiskach w administracji samorządowej. Przez szereg lat kierował Departamentem Ochrony Środowiska Urzędu Marszałkowskiego Województwa Warmińsko-Mazurskiego, po czym był wicedyrektorem ds. administracyjno-organizacyjnych Zarządu Melioracji i Urządzeń Wodnych w Olsztynie. W 2014 został Wojewódzkim Inspektorem Ochrony Środowiska, później powrócił na poprzednie stanowisko do urzędu marszałkowskiego. Zasiadał w organach stowarzyszeń ochrony przyrody, a także radzie nadzorczej Wojewódzkiego Funduszu Ochrony Środowiska w Olsztynie i w Zespole ds. Ochrony Środowiska Związku Województw Rzeczypospolitej Polskiej.
Zaangażował się w działalność polityczną w ramach Polskiego Stronnictwa Ludowego. Zasiadał w wojewódzkich władzach partii (m.in. jako szef sądu koleżeńskiego), w 2021 ubiegał się o kierowanie nimi. Bez powodzenia kandydował do sejmiku warmińsko-mazurskiego w 2002 i do rady miejskiej Olsztyna w 2010 i 2014. 14 października 1998 został powołany na stanowisko członka zarządu województwa warmińsko-mazurskiego (po związaniu nowej koalicji). Zakończył pełnienie funkcji wraz z całym zarządem 16 listopada 2002.